# Trafalgar Castle School
La Trafalgar Castle School dans la ville de Whitby, en Ontario, est une école indépendante connue à l'échelle internationale, de jour et en internat pour les filles et les jeunes femmes pour les grades primaires de 4 à 12. 
L'internat commence au grade 7. Fondée en 1874 comme en tant que Ontario Ladies' College, la Trafalgar Castle School est l'une des plus anciennes écoles indépendantes au Canada et la deuxième plus ancienne école pour filles en Ontario.

## Histoire
La physicienne canadienne Elizabeth Laird enseigne pendant un an au Ontario Ladies' College, lequel fait présentement partie du Trafalgar Castle School. Elle est la première femme admise par Sir J. J. Thomson en recherche au Laboratoire Cavendish de l'université de Cambridge.